# Sivanthipuram
Sivanthipuram is een panchayatdorp in het district Tirunelveli van de Indiase staat Tamil Nadu. 

## Demografie
Volgens de Indiase volkstelling van 2001 wonen er 13.650 mensen in Sivanthipuram, waarvan 49% mannelijk en 51% vrouwelijk is. De plaats heeft een alfabetiseringsgraad van 81%.